# Masaki Ogawa
Masaki Ogawa (født 3. april 1975) er en tidligere japansk fodboldspiller.
Han har spillet for flere forskellige klubber i sin karriere, herunder Kashima Antlers, Kyoto Purple Sanga og Cerezo Osaka.